# Mount Enterprise
Mount Enterprise es una ciudad ubicada en el condado de Rusk en el estado estadounidense de Texas. En el Censo de 2010 tenía una población de 447 habitantes y una densidad poblacional de 116,38 personas por km².

## Geografía
Mount Enterprise se encuentra ubicada en las coordenadas 31°54′42″N 94°40′58″O / 31.91167, -94.68278. Según la Oficina del Censo de los Estados Unidos, Mount Enterprise tiene una superficie total de 3.84 km², de la cual 3.84 km² corresponden a tierra firme y (0%) 0 km² es agua.

## Demografía
Según el censo de 2010, había 447 personas residiendo en Mount Enterprise. La densidad de población era de 116,38 hab./km². De los 447 habitantes, Mount Enterprise estaba compuesto por el 86.35% blancos, el 7.61% eran afroamericanos, el 0% eran amerindios, el 0% eran asiáticos, el 0% eran isleños del Pacífico, el 4.47% eran de otras razas y el 1.57% pertenecían a dos o más razas. Del total de la población el 8.28% eran hispanos o latinos de cualquier raza.